# Рашова (железопътна спирка)
Рашова (на полски: Raszowa) е железопътна спирка в Рашова, Южна Полша.
Разположена е на железопътна линия 136 (Ополе Грошовице – Кенджежин Кожле).